# Élections cantonales de 2011 dans la Meuse
Les élections cantonales ont eu lieu les 20 et 27 mars 2011.

## Contexte départemental

### Assemblée départementale sortante
Avant les élections, le conseil général de la Meuse est présidé par Christian Namy (UMP). Il comprend 31 conseillers généraux issus des 31 cantons de la Meuse ; 15 d'entre eux sont renouvelables lors de ces élections. 
| Parti                             | Sigle | Élus |
| --------------------------------- | ----- | ---- |
| Majorité (19 sièges)              |       |      |
| Divers droite                     | DVD   | 11   |
| Union pour un mouvement populaire | UMP   | 7    |
| Mouvement pour la France          | MPF   | 1    |
| Opposition (12 sièges)            |       |      |
| Parti socialiste                  | PS    | 9    |
| Parti communiste français         | PCF   | 1    |
| Parti radical de gauche           | PRG   | 1    |
| Mouvement démocrate               | MoDem | 1    |
| Président du conseil général      |       |      |
| Christian Namy (UMP)              |       |      |

## Résultats à l'échelle du département

### Résultats en nombre de sièges
| Parti | Sièges mis en jeu | Élus | Évolution |
| ----- | ----------------- | ---- | --------- |
| DVD   | 6                 | 5    | -1        |
| UMP   | 5                 | 4    | -1        |
| PS    | 3                 | 4    | +1        |
| MPF   | 1                 | 0    | -1        |
| SE    | 0                 | 1    | +1        |
| MoDem | 0                 | 1    | +1        |

### Assemblée départementale à l'issue des élections
| Parti                             | Sigle | Élus |
| --------------------------------- | ----- | ---- |
| Majorité (18 sièges)              |       |      |
| Divers droite                     | DVD   | 11   |
| Union pour un mouvement populaire | UMP   | 6    |
| MoDem                             | MoDem | 1    |
| Opposition (13 sièges)            |       |      |
| Parti socialiste                  | PS    | 10   |
| Parti communiste français         | PCF   | 1    |
| Parti radical de gauche           | PRG   | 1    |
| Mouvement démocrate               | MoDem | 1    |
| Président du conseil général      |       |      |
| Christian Namy (UMP)              |       |      |

## Résultats par canton

### Canton d'Ancerville
| Candidat       | Candidat           | Étiquette      | Premier tour | Premier tour | Second tour | Second tour |
| Candidat       | Candidat           | Étiquette      | Voix         | %            | Voix        | %           |
| -------------- | ------------------ | -------------- | ------------ | ------------ | ----------- | ----------- |
|                | Jean-Louis Canova* | DVD            | 1 558        | 44,77        | 2 051       | 60,93       |
|                | Gérald Bilde       | FN             | 1 010        | 29,02        | 1 315       | 39,07       |
|                | Bernard Henrionnet | PS             | 912          | 26,21        |             |             |
|                |                    |                |              |              |             |             |
| Inscrits       | Inscrits           | Inscrits       | 7 785        | 100,00       | 7 785       | 100,00      |
| Abstentions    | Abstentions        | Abstentions    | 4 197        | 53,91        | 4 146       | 53,26       |
| Votants        | Votants            | Votants        | 3 588        | 46,09        | 3 639       | 46,74       |
| Blancs et nuls | Blancs et nuls     | Blancs et nuls | 108          | 3,01         | 273         | 7,50        |
| Exprimés       | Exprimés           | Exprimés       | 3 480        | 96,99        | 3 366       | 92,50       |

*sortant

### Canton de Bar-le-Duc-Nord
| Candidat       | Candidat          | Étiquette      | Premier tour | Premier tour | Second tour | Second tour |
| Candidat       | Candidat          | Étiquette      | Voix         | %            | Voix        | %           |
| -------------- | ----------------- | -------------- | ------------ | ------------ | ----------- | ----------- |
|                | Roland Corrier*   | PS             | 1 339        | 38,81        | 2 069       | 62,41       |
|                | Gérard Abbas      | UMP            | 877          | 25,42        | 1 246       | 37,59       |
|                | Claude Vaury      | FN             | 620          | 17,97        |             |             |
|                | Didier Aynes      | EÉLV           | 299          | 8,67         |             |             |
|                | Mélanie Tsagouris | FG (PCF)       | 103          | 2,99         |             |             |
|                | Gilles Latour     | DVD            | 100          | 2,90         |             |             |
|                | Romain Escriou    | NPA            | 69           | 2,00         |             |             |
|                | Olivier Naga      | DVD            | 43           | 1,25         |             |             |
|                |                   |                |              |              |             |             |
| Inscrits       | Inscrits          | Inscrits       | 8 143        | 100,00       | 8 143       | 100,00      |
| Abstentions    | Abstentions       | Abstentions    | 4 594        | 56,42        | 4 585       | 56,31       |
| Votants        | Votants           | Votants        | 3 549        | 43,58        | 3 558       | 43,69       |
| Blancs et nuls | Blancs et nuls    | Blancs et nuls | 99           | 2,79         | 243         | 6,83        |
| Exprimés       | Exprimés          | Exprimés       | 3 450        | 97,21        | 3 315       | 93,17       |

*sortant

### Canton de Charny-sur-Meuse
| Candidat       | Candidat             | Étiquette      | Premier tour | Premier tour |
| Candidat       | Candidat             | Étiquette      | Voix         | %            |
| -------------- | -------------------- | -------------- | ------------ | ------------ |
|                | Yves Peltier*        | DVD            | 1 751        | 51,79        |
|                | Julien Didry         | DVD            | 867          | 25,64        |
|                | Benoît Bailliot      | FN             | 395          | 11,68        |
|                | Jean-François Thomas | PS             | 281          | 8,31         |
|                | Jacky Nicolas        | FG (PCF)       | 87           | 2,57         |
|                |                      |                |              |              |
| Inscrits       | Inscrits             | Inscrits       | 6 568        | 100,00       |
| Abstentions    | Abstentions          | Abstentions    | 3 132        | 47,69        |
| Votants        | Votants              | Votants        | 3 436        | 52,31        |
| Blancs et nuls | Blancs et nuls       | Blancs et nuls | 55           | 1,60         |
| Exprimés       | Exprimés             | Exprimés       | 3 381        | 98,40        |

*sortant

### Canton de Dun-sur-Meuse
| Candidat       | Candidat         | Étiquette      | Premier tour | Premier tour | Second tour | Second tour |
| Candidat       | Candidat         | Étiquette      | Voix         | %            | Voix        | %           |
| -------------- | ---------------- | -------------- | ------------ | ------------ | ----------- | ----------- |
|                | Alain Plun       | SE             | 396          | 24,97        | 877         | 56,91       |
|                | Alain Boulanger  | PS             | 296          | 18,66        | 664         | 43,09       |
|                | Coralie Pierrard | DVD            | 293          | 18,47        |             |             |
|                | Arnaud Lehuraux  | DVD            | 265          | 16,71        |             |             |
|                | Alain Jacquet    | DVD            | 249          | 15,70        |             |             |
|                | Luc Moreaux      | DVG            | 68           | 4,29         |             |             |
|                | Yvon Duterte     | FG (PCF)       | 19           | 1,20         |             |             |
|                |                  |                |              |              |             |             |
| Inscrits       | Inscrits         | Inscrits       | 2 471        | 100,00       | 2 471       | 100,00      |
| Abstentions    | Abstentions      | Abstentions    | 845          | 34,20        | 828         | 33,51       |
| Votants        | Votants          | Votants        | 1 626        | 65,80        | 1 643       | 66,49       |
| Blancs et nuls | Blancs et nuls   | Blancs et nuls | 40           | 2,46         | 102         | 6,21        |
| Exprimés       | Exprimés         | Exprimés       | 1 586        | 97,54        | 1 541       | 93,79       |

*sortant

### Canton de Gondrecourt-le-Château
| Candidat       | Candidat                | Étiquette      | Premier tour | Premier tour | Second tour | Second tour |
| Candidat       | Candidat                | Étiquette      | Voix         | %            | Voix        | %           |
| -------------- | ----------------------- | -------------- | ------------ | ------------ | ----------- | ----------- |
|                | Daniel Lhuillier*       | PS             | 748          | 37,16        | 1 127       | 56,04       |
|                | André Poirot            | UMP            | 591          | 29,36        | 884         | 43,96       |
|                | Danielle Muller-Girardi | FN             | 386          | 19,18        |             |             |
|                | Jean-Marc Fleury        | EÉLV           | 288          | 14,31        |             |             |
|                |                         |                |              |              |             |             |
| Inscrits       | Inscrits                | Inscrits       | 3 677        | 100,00       | 3 699       | 100,00      |
| Abstentions    | Abstentions             | Abstentions    | 1 605        | 43,65        | 1 535       | 41,50       |
| Votants        | Votants                 | Votants        | 2 072        | 56,35        | 2 164       | 58,50       |
| Blancs et nuls | Blancs et nuls          | Blancs et nuls | 59           | 2,85         | 153         | 7,07        |
| Exprimés       | Exprimés                | Exprimés       | 2 013        | 97,15        | 2 011       | 92,93       |

*sortant

### Canton de Montfaucon-d'Argonne
| Candidat       | Candidat          | Étiquette      | Premier tour | Premier tour |
| Candidat       | Candidat          | Étiquette      | Voix         | %            |
| -------------- | ----------------- | -------------- | ------------ | ------------ |
|                | Denis Cordonnier* | UMP            | 872          | 77,93        |
|                | Alain Lovisa      | FN             | 141          | 12,60        |
|                | Pierre Jacquinot  | PS             | 106          | 9,47         |
|                |                   |                |              |              |
| Inscrits       | Inscrits          | Inscrits       | 1 782        | 100,00       |
| Abstentions    | Abstentions       | Abstentions    | 627          | 35,19        |
| Votants        | Votants           | Votants        | 1 155        | 64,81        |
| Blancs et nuls | Blancs et nuls    | Blancs et nuls | 36           | 3,12         |
| Exprimés       | Exprimés          | Exprimés       | 1 119        | 96,88        |

*sortant

### Canton de Pierrefitte-sur-Aire
| Candidat       | Candidat        | Étiquette      | Premier tour | Premier tour |
| Candidat       | Candidat        | Étiquette      | Voix         | %            |
| -------------- | --------------- | -------------- | ------------ | ------------ |
|                | Christian Namy* | UMP            | 810          | 54,18        |
|                | André Bodeux    | FN             | 359          | 24,01        |
|                | Jean-Luc Égly   | PS             | 326          | 21,81        |
|                |                 |                |              |              |
| Inscrits       | Inscrits        | Inscrits       | 2 853        | 100,00       |
| Abstentions    | Abstentions     | Abstentions    | 1 281        | 44,90        |
| Votants        | Votants         | Votants        | 1 572        | 55,10        |
| Blancs et nuls | Blancs et nuls  | Blancs et nuls | 77           | 4,90         |
| Exprimés       | Exprimés        | Exprimés       | 1 495        | 95,10        |

*sortant

### Canton de Saint-Mihiel
| Candidat       | Candidat           | Étiquette      | Premier tour | Premier tour | Second tour | Second tour |
| Candidat       | Candidat           | Étiquette      | Voix         | %            | Voix        | %           |
| -------------- | ------------------ | -------------- | ------------ | ------------ | ----------- | ----------- |
|                | Philippe Martin*   | DVD            | 844          | 28,33        | 1 420       | 51,10       |
|                | Ève Sismondini     | PS             | 638          | 21,42        | 1 359       | 48,90       |
|                | François Voinesson | FN             | 621          | 20,85        |             |             |
|                | Alain Perelle      | DVD            | 471          | 15,81        |             |             |
|                | Xavier Cochet      | MoDem          | 405          | 13,60        |             |             |
|                |                    |                |              |              |             |             |
| Inscrits       | Inscrits           | Inscrits       | 5 602        | 100,00       | 5 602       | 100,00      |
| Abstentions    | Abstentions        | Abstentions    | 2 548        | 45,48        | 2 496       | 44,56       |
| Votants        | Votants            | Votants        | 3 054        | 54,52        | 3 106       | 55,44       |
| Blancs et nuls | Blancs et nuls     | Blancs et nuls | 75           | 2,46         | 327         | 10,53       |
| Exprimés       | Exprimés           | Exprimés       | 2 979        | 97,54        | 2 779       | 89,47       |

*sortant

### Canton de Seuil-d'Argonne
| Candidat       | Candidat           | Étiquette      | Premier tour | Premier tour |
| Candidat       | Candidat           | Étiquette      | Voix         | %            |
| -------------- | ------------------ | -------------- | ------------ | ------------ |
|                | Dominique Maréchal | UMP            | 604          | 72,25        |
|                | Annie Pérot        | PS             | 232          | 27,75        |
|                |                    |                |              |              |
| Inscrits       | Inscrits           | Inscrits       | 1 574        | 100,00       |
| Abstentions    | Abstentions        | Abstentions    | 595          | 37,80        |
| Votants        | Votants            | Votants        | 979          | 62,20        |
| Blancs et nuls | Blancs et nuls     | Blancs et nuls | 143          | 14,61        |
| Exprimés       | Exprimés           | Exprimés       | 836          | 85,39        |

*sortant

### Canton de Spincourt
| Candidat       | Candidat            | Étiquette      | Premier tour | Premier tour |
| Candidat       | Candidat            | Étiquette      | Voix         | %            |
| -------------- | ------------------- | -------------- | ------------ | ------------ |
|                | Jean-Marie Missler* | DVD            | 1 520        | 52,31        |
|                | Christophe Caput    | PS             | 636          | 21,89        |
|                | Jeannine Fichefet   | FN             | 390          | 13,42        |
|                | Éric Bernardi       | FG (PCF)       | 360          | 12,39        |
|                |                     |                |              |              |
| Inscrits       | Inscrits            | Inscrits       | 5 771        | 100,00       |
| Abstentions    | Abstentions         | Abstentions    | 2 798        | 48,48        |
| Votants        | Votants             | Votants        | 2 973        | 51,52        |
| Blancs et nuls | Blancs et nuls      | Blancs et nuls | 67           | 2,25         |
| Exprimés       | Exprimés            | Exprimés       | 2 906        | 97,75        |

*sortant

### Canton de Varennes-en-Argonne
| Candidat       | Candidat                  | Étiquette      | Premier tour | Premier tour |
| Candidat       | Candidat                  | Étiquette      | Voix         | %            |
| -------------- | ------------------------- | -------------- | ------------ | ------------ |
|                | Jean-François Lamorlette* | UMP            | 632          | 83,38        |
|                | Jean-Marc de Finance      | PS             | 126          | 16,62        |
|                |                           |                |              |              |
| Inscrits       | Inscrits                  | Inscrits       | 1 246        | 100,00       |
| Abstentions    | Abstentions               | Abstentions    | 430          | 34,51        |
| Votants        | Votants                   | Votants        | 816          | 65,49        |
| Blancs et nuls | Blancs et nuls            | Blancs et nuls | 58           | 7,11         |
| Exprimés       | Exprimés                  | Exprimés       | 758          | 92,89        |

*sortant

### Canton de Vaubecourt
| Candidat       | Candidat          | Étiquette      | Premier tour | Premier tour | Second tour | Second tour |
| Candidat       | Candidat          | Étiquette      | Voix         | %            | Voix        | %           |
| -------------- | ----------------- | -------------- | ------------ | ------------ | ----------- | ----------- |
|                | Olivier Poutrieux | MoDem          | 475          | 37,40        | 650         | 50,54       |
|                | Émile Thouvenin*  | DVD            | 437          | 34,41        | 636         | 49,46       |
|                | Andrée Grandchamp | FN             | 195          | 15,35        |             |             |
|                | Dimitri Demange   | PCF            | 163          | 12,83        |             |             |
|                |                   |                |              |              |             |             |
| Inscrits       | Inscrits          | Inscrits       | 2 359        | 100,00       | 2 358       | 100,00      |
| Abstentions    | Abstentions       | Abstentions    | 1 035        | 43,87        | 943         | 39,99       |
| Votants        | Votants           | Votants        | 1 324        | 56,13        | 1 415       | 60,01       |
| Blancs et nuls | Blancs et nuls    | Blancs et nuls | 54           | 4,08         | 129         | 9,12        |
| Exprimés       | Exprimés          | Exprimés       | 1 270        | 95,92        | 1 286       | 90,88       |

*sortant

### Canton de Vaucouleurs
| Candidat       | Candidat           | Étiquette      | Premier tour | Premier tour |
| Candidat       | Candidat           | Étiquette      | Voix         | %            |
| -------------- | ------------------ | -------------- | ------------ | ------------ |
|                | Gérard Lahure*     | DVD            | 1 100        | 57,65        |
|                | Christiane Buttier | FN             | 476          | 24,95        |
|                | Arnaud Dessaint    | PS             | 332          | 17,40        |
|                |                    |                |              |              |
| Inscrits       | Inscrits           | Inscrits       | 3 728        | 100,00       |
| Abstentions    | Abstentions        | Abstentions    | 1 753        | 47,02        |
| Votants        | Votants            | Votants        | 1 975        | 52,98        |
| Blancs et nuls | Blancs et nuls     | Blancs et nuls | 67           | 3,39         |
| Exprimés       | Exprimés           | Exprimés       | 1 908        | 96,61        |

*sortant

### Canton de Vavincourt
| Candidat       | Candidat              | Étiquette      | Premier tour | Premier tour |
| Candidat       | Candidat              | Étiquette      | Voix         | %            |
| -------------- | --------------------- | -------------- | ------------ | ------------ |
|                | Jean-Claude Salziger* | PS             | 868          | 53,02        |
|                | Airy Cazin            | UMP            | 433          | 26,45        |
|                | Christine Marinelli   | FN             | 336          | 20,53        |
|                |                       |                |              |              |
| Inscrits       | Inscrits              | Inscrits       | 2 997        | 100,00       |
| Abstentions    | Abstentions           | Abstentions    | 1 297        | 43,28        |
| Votants        | Votants               | Votants        | 1 700        | 56,72        |
| Blancs et nuls | Blancs et nuls        | Blancs et nuls | 63           | 3,71         |
| Exprimés       | Exprimés              | Exprimés       | 1 637        | 96,29        |

*sortant

### Canton de Verdun-Ouest
| Candidat       | Candidat         | Étiquette      | Premier tour | Premier tour | Second tour | Second tour |
| Candidat       | Candidat         | Étiquette      | Voix         | %            | Voix        | %           |
| -------------- | ---------------- | -------------- | ------------ | ------------ | ----------- | ----------- |
|                | Samuel Hazard    | PS             | 666          | 27,22        | 1 443       | 55,20       |
|                | Arsène Lux*      | DVD            | 622          | 25,42        | 1 171       | 44,80       |
|                | Dominique Bilde  | FN             | 381          | 15,57        |             |             |
|                | Laurent Fréminet | DVD            | 289          | 11,81        |             |             |
|                | Martine Pergent  | DVD            | 216          | 8,83         |             |             |
|                | Dominique Ronga  | EELV           | 163          | 6,66         |             |             |
|                | Anne Boulier     | PG             | 110          | 4,50         |             |             |
|                |                  |                |              |              |             |             |
| Inscrits       | Inscrits         | Inscrits       | 7 046        | 100,00       | 7 046       | 100,00      |
| Abstentions    | Abstentions      | Abstentions    | 4 557        | 64,67        | 4 250       | 60,32       |
| Votants        | Votants          | Votants        | 2 489        | 35,33        | 2 796       | 39,68       |
| Blancs et nuls | Blancs et nuls   | Blancs et nuls | 42           | 1,69         | 182         | 6,51        |
| Exprimés       | Exprimés         | Exprimés       | 2 447        | 98,31        | 2 614       | 93,49       |

*sortant